# Sauropodomorpha
I sauropodomorfi (Sauropodomorpha) sono un grande gruppo di dinosauri, appartenenti all'ordine dei saurischi. All'interno dei sauropodomorfi sono classificati quei dinosauri comunemente associati al termine "dinosauro", ovvero i giganti con il collo lungo e il corpo voluminoso, come il famoso Brontosaurus, l'Apatosaurus e Diplodocus. Nei sauropodomorfi sono compresi anche i più grandi animali di terraferma mai esistiti, come Argentinosaurus o Futalognkosaurus, ma anche dinosauri di taglia piccola come Thecodontosaurus.

## Evoluzione

### Le prime forme del Triassico
All'inizio della loro storia, i sauropodomorfi erano rappresentati da animali di taglia piccola, e relativamente insignificanti all'interno del loro ecosistema: il già citato Thecodontosaurus e Saturnalia sono ottimi esempi. Sviluppatisi all'inizio del Triassico superiore (circa 225 milioni di anni fa), questi animali erano già specializzati per una dieta erbivora, anche se alcuni di essi forse si cibavano anche di piccoli invertebrati. Nel corso di milioni di anni queste forme aumentarono le dimensioni e modificarono la struttura corporea, dando origine ai cosiddetti prosauropodi, che nel Triassico superiore divennero i più grandi erbivori di terraferma. Tra i prosauropodi più famosi, da ricordare Plateosaurus, ormai adattato a una piena dieta erbivora, e il quadrupede Riojasaurus. Altri animali simili, come Melanorosaurus, svilupparono arti colonnari e diedero origine ai primi veri sauropodi: questi animali, oltre agli arti, modificarono il collo, che divenne allungatissimo, e la coda, in alcuni casi sottile come una frusta; il corpo divenne eccezionalmente voluminoso. Antetonitrus e Isanosaurus, della fine del Triassico, sono ottimi esempi.

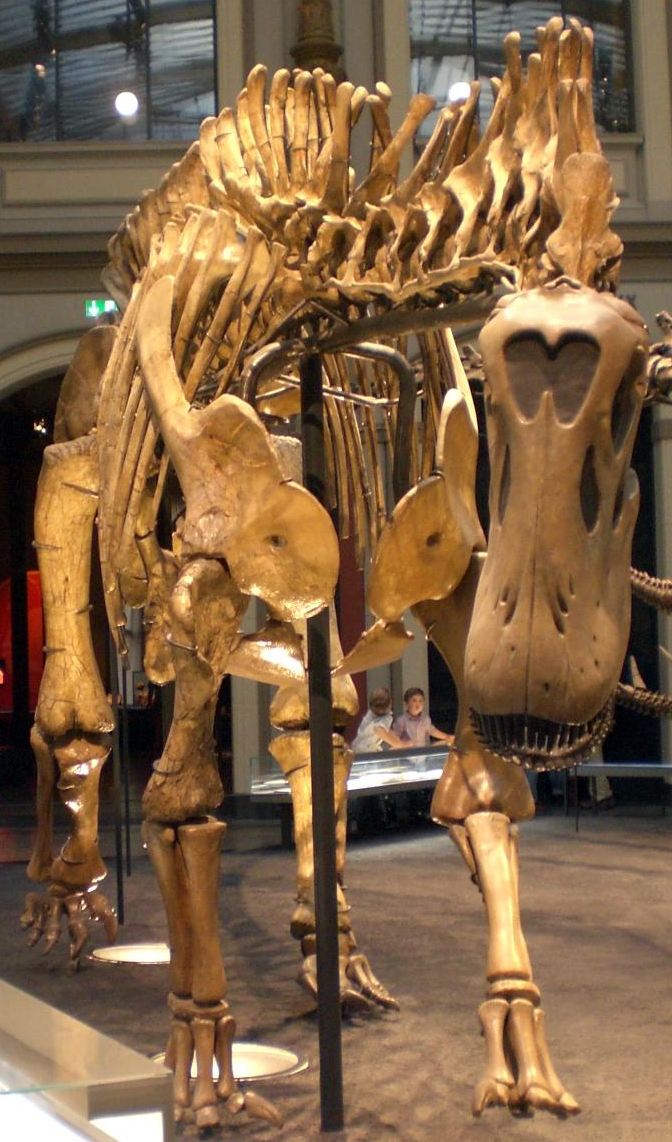
Un sauropode diplodocoide del Giurassico il Dicraeosaurus

### I giganti del Giurassico
Nel Giurassico inferiore (circa 200 milioni di anni fa) gli ultimi prosauropodi come Massospondylus erano in declino e pochi milioni di anni dopo erano estinti, mentre i sauropodi si espansero notevolmente. Le forme primitive, come Vulcanodon, Patagosaurus e Cetiosaurus, in pochi milioni di anni si diversificarono, dando origine a due gruppi principali (Macronaria e Diplodocoidea), mentre in Cina vi fu una radiazione endemica di forme primitive (Omeisaurus, Shunosaurus). I diplodocoidi, dal cranio lungo e basso, furono numerosissimi nel Giurassico superiore (circa 150 milioni di anni fa), in particolare in Nordamerica: Apatosaurus, Diplodocus, Dicraeosaurus e Barosaurus erano i generi più noti. Questi dinosauri si svilupparono fino a produrre forme enormi (Supersaurus, lungo 30 metri). I macronari, dal cranio corto e alto, si evolsero in animali come Euhelopus, Camarasaurus e soprattutto Giraffatitan e Brachiosaurus, veri giganti alti più di 15 metri. 
Alcuni dei più noti giacimenti fossiliferi di età giurassica, come la Morrison Formation negli USA, i giacimenti di Lindi in Tanzania, e quelli del Atlante marocchino sono ricchissimi di sauropodi di ogni foggia e dimensione, indicando che nel Giurassico i sauropodi erano diffusi in tutto il mondo (anche se non sono stati ancora rinvenuti in Antartide, a differenza dei prosauropodi del giurassico inferiore) e relativamente comuni.

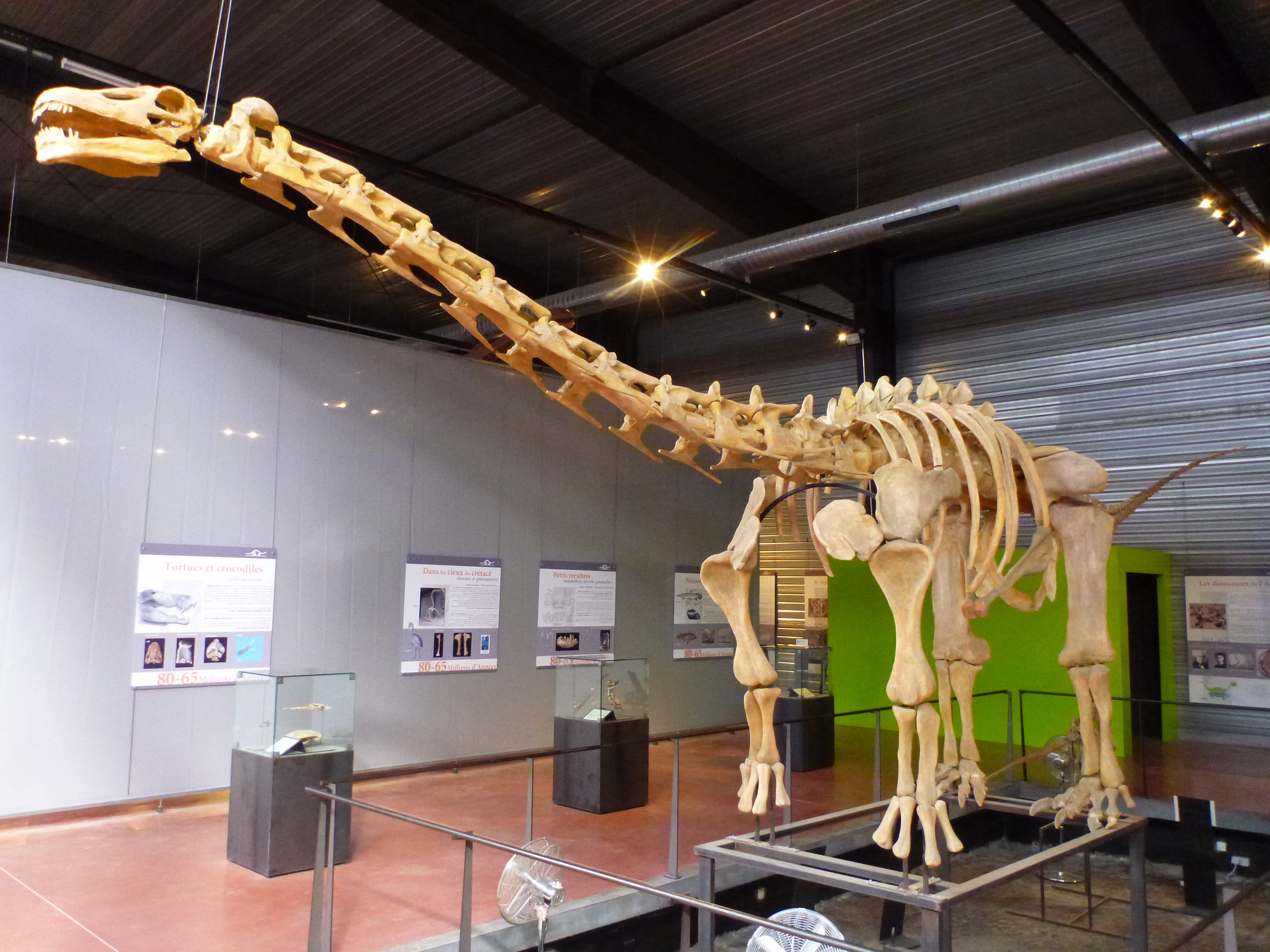
Un sauropode del Cretaceo, Ampelosaurus atacis

### Declino nel Cretacico?
Nel Cretacico inferiore (circa 120 milioni di anni fa) i sauropodi conobbero, apparentemente, una brusca crisi, in particolare nei continenti settentrionali, che portò alla quasi totale estinzione dei diplodocoidi. Le ultime forme, come Rebbachisaurus, erano piccole e molto specializzate. Forse il declino fu dovuto a un cambiamento climatico, alla comparsa delle piante con fiori (e quindi alla necessità di diversificare il modo di nutrirsi) o alla competizione con altri gruppi di dinosauri erbivori più evoluti, gli ornitopodi. 
Un particolare gruppo di macronari, i titanosauri, conobbe invece una vera e propria fioritura: nel corso del Cretacico sviluppò tutta una serie di adattamenti e produsse forme corazzate (Saltasaurus), nane (Magyarosaurus) e giganti (Argentinosaurus), riconquistando anche i continenti settentrionali (Alamosaurus e Opisthocoelicaudia). Tutti i sauropodi, in ogni caso, si estinsero alla fine del Cretacico, circa 65 milioni di anni fa, insieme a tutti gli altri dinosauri.
Buona parte delle teorie del declino dei sauropodi nel cretaceo si basavano, principalmente, sulla loro assenza nei giacimenti dell'Ovest americano, che sono i più ricchi e completi al mondo per il Cretacico superiore. In realtà questi dati si sono dimostrati non significativi per estrapolarne conclusioni generali; l'ovest americano fu, per buona parte del cretaceo, un territorio piuttosto isolato, separato dall'est dal mare mississippiano e interessato da fenomeni molto peculiari di evoluzione. Inoltre fu teatro di un'intensa attività orogenica, che portò alla nascita di numerose montagne e un cambiamento ambientale che diffuse foreste collinari e fiumi relativamente incassati e paludosi. I Sauropodi sembravano preferire le savane semi aride, molto pianeggianti e attraversate da grandi fiumi e foreste a galleria, un tipo di habitat che nel Nord America occidentale divenne scarso nel cretaceo, ma che era ancora diffusissimo altrove nel mondo.
Non a caso, comunque, il Texas e gli stati circumvicini, che anche nel Cretacico mantennero ambienti pianeggianti e di savana, sono ricchi di orme di sauropodi del Cretacico (specie medio e inferiore) e presentano qualche scheletro anche nel cretaceo superiore.
In quasi tutti gli altri giacimenti del cretaceo ben conosciuti esistono prove o indizi di una più o meno ampia diffusione di sauropodi, inclusi i continenti settentrionali, ove pare non subirono una forte concorrenza da parte degli ornitischi, semmai vi era una divisione degli habitat, con i Sauropodi saldamente insediati nelle località pianeggianti (come in Spagna e in Provenza, oppure nella Cina meridionale) e più rari nelle zone paludose o più montuose, anche se permaneva una certa capacità di adattamento anche in habitat poco tradizionali come l'isola di Hateg nell'attuale Romania.
Oggi possiamo forse iniziare a pensare che il Cretacico fu il periodo d'oro dei Sauropodi, che con i Titanosauri raggiunsero il massimo della diversificazione e delle diffusione, oltre che dimensioni e pesi assolutamente eccezionali nel regno animale.

## Classificazione e tassonomia

### Classificazione
La seguente scheda mostra la posizione di Sauropodomorpha all'interno di Dinosauria.
- Dinosauria

- Ornithischia

- Pisanosaurus
- Heterodontosauridae
- Genasauria

- Thyreophora
- Cerapoda

- Saurischia

- Eoraptor
- Herrerasauridae
- Eusaurischia

- Theropoda
- Sauropodomorpha

### Tassonomia
La scheda e il cladogramma sotto mostrano una classificazione semplificata dei principali cladi di Sauropodomorpha.
- Sauropodomorpha

- Guaibasauridae

- Agnosphitys
- Guaibasaurus
- Panphagia protos
- Saturnalinae

- Chromogisaurus
- Saturnalia

- Pantydraco
- Asylosaurus
- Thecodontosaurus
- Ignavusaurus
- Efraasia
- Plateosauravus
- Ruehleia
- Plateosauria

- Plateosauridae

- Plateosaurus
- Seitaad
- Unaysaurus

- Massopoda

- Riojasauridae

- Eucnemesaurus
- Riojasaurus

- Massospondylidae

- Adeopapposaurus
- Massospondylus
- Coloradisaurus
- Glacialisaurus
- Lufengosaurus

- Jingshanosaurus
- Yunnanosaurus
- Xixiposaurus
- Anchisauria

- Anchisaurus
- Leonerasaurus
- Aardonyx
- Lamplughsaura
- Melanorosaurus
- Sauropoda

```
Sauropodomorpha

    |--
Guaibasauridae

    |   |--
Agnosphitys

    |   |--
Guaibasaurus

    |   |--
Panphagia protos

    |   `--
Saturnalinae

    |       |--
Chromogisaurus

    |       `--
Saturnalia

    `--+--
Pantydraco

       |--
Asylosaurus
 
       |--
Thecodontosaurus
 
       `--+--
Ignavusaurus

          `--+--
Efraasia

             `--+--
Plateosauravus

                `--+--
Ruehleia

                   `--+--
Plateosauridae

                      |    |--
Plateosaurus

                      |    |--
Seitaad

                      |    `--
Unaysaurus

                      `—
Massopoda

                           |--
Riojasauridae

                           |    |--
Eucnemesaurus

                           |    `--
Riojasaurus

                           `--+--
Massospondylidae

                              |    |--+--
Adeopapposaurus

                              |    |  `-- 
Massospondylus

                              |    `--+--
Coloradisaurus

                              |         `--+--
Glacialisaurus

                              |            `--
Lufengosaurus

                              `--+--
Jingshanosaurus

                                 |--
Yunnanosaurus

                                 |--? 
Xixiposaurus

                                 `—
Anchisauria

                                     |--
Anchisaurus

                                     `--+--
Leonerasaurus

                                        `--+--
Aardonyx

                                           |--
Lamplughsaura

                                           `--+--
Melanorosaurus

                                              `--
Sauropoda
```